# Маранцано, Сальваторе
Сальваторе Маранцано (англ. Salvatore Maranzano; 31 июля 1886, Кастелламмаре-дель-Гольфо, Сицилия, Италия — 10 сентября 1931, Нью-Йорк, США) — один из самых знаменитых деятелей организованной преступности первой половины XX века, вначале на Сицилии, а затем и в США, где стал одним из ранних боссов «Коза ностры».

## Биография
Родился и вырос на Сицилии, собирался стать священником, но ещё в юные годы примкнул к мафии. Эмигрировал в США в 1927 году, поселился в Бруклине и формально занялся легальным бизнесом в сфере недвижимости, одновременно занимаясь также бутлегерством.
Стал одним из инициаторов так называемой Кастелламмарской войны в 1929—1931 годах за контроль над операциями итало-американской мафии и победил в ней, организовав 15 апреля 1931 года убийство своего главного врага, «босса боссов» Джо Массерии. На некоторое время стал признанным «боссом боссов», однако его триумф продолжался лишь несколько месяцев: в итоге был убит представителями «младшей» группировки во главе с Лаки Лучано, представители которой после его смерти договорились о разделе власти без титула «босса боссов», чтобы избежать подобных кровавых конфликтов в будущем.